# Дун Цичан

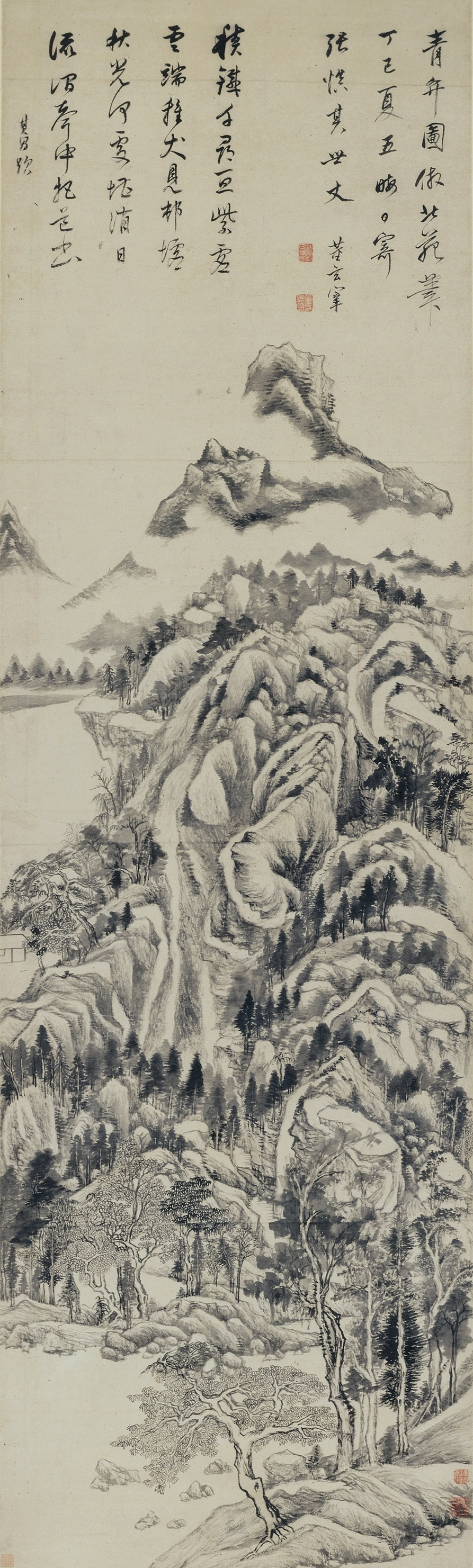
Дун Цичан. Горы Цинбянь. 1617 г. Музей искусства, Кливленд.

Дун Цича́н (кит. трад. 董其昌, пиньинь Dǒng Qíchāng; 10 февраля 1555 — февраль 1636) — китайский художник, теоретик, каллиграф и коллекционер.

## Биография
Дун Цичан родился в Хуатине (ныне это Сунцзян, район Шанхая) в бедной, но образованной семье провинциального школьного учителя. Он рано проявил свои способности: в 12 лет сдал экзамен гражданской службы, получив звание «правительственного студента» (шэнъюань) и желаемое место в школе префектуры. В 17 лет он выдержал экзамен императорской службы, однако был удостоен лишь второго места, поскольку показал плохой результат в каллиграфии. После этого каллиграфия стала для него особым предметом, в котором он неустанно практиковался, достигнув, в конце концов, успеха среди ценителей этого искусства. Он тщательно изучал стили прославленных древних мастеров от Чжуна Яо (151-230гг) и Ван Сичжи (306-361гг) до Юй Шинаня (558-638гг) и Янь Чжэньцина (709-785гг); этому занятию он посвятил несколько лет. В 1580 году Дун Цичан работал учителем в доме самого известного коллекционера того времени Сян Юаньбяня. В 1589 году Дун Цичан был принят на службу при императорском дворе, получив высокую должность наставника. В 1590 году он отправился в Пекин, где стал членом Императорской Академии и наставником сына императора Ваньли (1572—1620).
Конец XVI — начало XVII веков в Китае были временем, когда власть минских императоров клонилась к закату, а социальные конфликты и борьба внутри правящей верхушки обострилась. Дун Цичан, занимая высочайшую должность попечителя дел императорской семьи, не избежал политических передряг своего времени; в 1599 году он оказался втянутым в некую интригу, но, желая избежать вредных последствий, сказался больным, и на несколько лет удалился от двора. К этому времени Дун Цичан приобрёл большую известность, губернаторы и богатые люди едва ли не выстраивались в очередь, чтобы получить экземпляр его каллиграфии. Характер мастера стал портиться, и, судя по историческим документам, испытания славой и властью он не выдержал: Дун Цичан стал надменным, претенциозным и распущенным.
В 1604 году он вернулся в Академию, однако повёл себя таким образом, что студенты взбунтовались против него, и хотя в итоге он был признан невиновным, ему пришлось уйти в отставку. В 1615 году произошла ещё более возмутительная история. Дун Цичан насильно взял себе в наложницы приглянувшуюся ему дочь одного фермера. Эта история в несколько переиначенном виде стала достоянием гласности. Дун Цичан заподозрил, что историю состряпал некий Фань Чан, потребовал его допроса с пристрастием, и в конце концов, тот был приговорён к смертной казни. Жена Фань Чана, пришедшая к Дун Цичану с жалобой, была оскорблена и побита его прислугой. Её жалоба, направленная в правительство, была «спущена на тормозах», вероятно, не без влияния Дун Цичана. История закончилась тем, что разъярённая толпа разгромила и спалила его резиденцию. В огне погибли как многие работы самого Дун Цичана, так и большая часть его коллекции старинной живописи и каллиграфии, которая была одной из крупнейших в то время.
В 1622 году, после долгой отставки, продолжавшейся с 1605 года, его бывший ученик, император Тяньци (1620—1627), пригласил Дун Цичана на государственную службу, на сей раз для того, чтобы составить историю династии Мин. Однако политические дрязги вновь вынудили его оставить службу. В 1631 году он опять приехал в Пекин для того, чтобы послужить третьему императору Чжу Юцзяню (1627—1644) в качестве наставника наследного принца. Прослужив три года, он в 1634 году вышел на пенсию и до своей кончины в 1636 году посвящал себя исключительно искусству.
В отличие от высокопоставленных кругов, в китайском народе за Дун Цичаном на протяжении веков сохранялась репутация жестокого и бесчестного помещика-крепостника, поэтому во времена Культурной революции в Китае его могила была осквернена хунвэйбинами, а его произведения долгое время не выставлялись в музеях.

## Теория

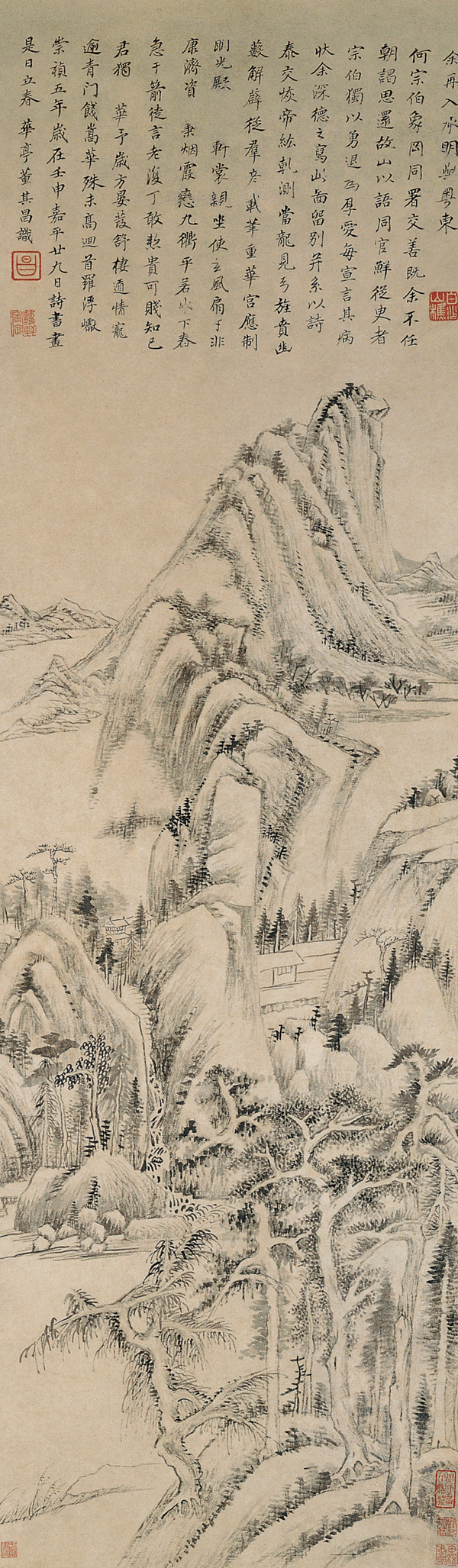
Дун Цичан. Крутые горы и тихие воды. 1632 г. Музей Искусства Кимбелл, Форт Уорт, Техас.

Среди ближайших друзей Дун Цичана были учёные-художники Мо Шилун (1537—1587), и Чэнь Цзижу (1558—1639), которые были с ним примерно одного возраста. Эта троица составила костяк так называемой «Хуатинской школы» живописи. Они дружили смолоду и поддерживали дружеские отношения, несмотря на то, что их пути в дальнейшем разошлись. Всех троих связывало родство интересов, они часто встречались, чтобы обсудить старинные книги и картины. Они вдохновляли друг друга, и результатом их дискуссий стала теория, развитая Дун Цичаном, и изложенная им в «Хуачжи» (Суть Живописи). Кроме этого труда, Дун Цичан написал ещё два трактата — «Хуаянь» («Око живописи», другой перевод — «Обозревая живопись») и «Хуачаньши суйби» (Заметки из кабинета живописи и медитации). Последнее сочинение представляет собой труд весьма общего характера; в нём идёт речь не только о живописи и каллиграфии, но и о поэзии, и непосредственно о философии чань.
Дун Цичан был убеждённым приверженцем чань-буддизма (известно, что в 19 лет, ещё до того, как заняться живописью, он копировал текст «Алмазной сутры»); он верил в переселение душ, полагая, что в каждом художнике, несмотря на кажущуюся самостоятельность, живёт дух какого-либо художника из прошлого. Впрочем, так же считали Ми Фэй и Чжао Мэнфу. Прославившая его эстетическая теория, изложенная в трактате «Суть живописи», тоже была выстроена в тесной связи с чань. Дун Цичан ставит в ней «живопись учёных» (вэньжэньхуа), ведущую своё начало от Ван Вэя, выше академической придворной живописи. Он рассматривает «живопись учёных» как одну из буддийских духовных практик, способ тренинга, способствующий гармонизации личности и долголетию. Он пишет, что живопись должна радовать, способствовать физическому и душевному здоровью, а не быть источником духовного напряжения. Правоту своей точки зрения он доказывает, приводя исторические примеры — Хуан Гунвана, Шэнь Чжоу и Вэнь Чжэнмина, которые расслаблялись, наслаждаясь мудрствованиями и работая кистью, и поэтому прожили много лет, и Чжао Мэнфу с Цю Ином, которые жили интенсивной жизнью, и скончались в расцвете лет.
Утверждая, что «в живописи следует искать радость», Дун Цичан настаивает, что она должна удовлетворять «образованный вкус», а не «вкус ремесленника», что, по сути, является дальнейшим развитием точки зрения сунских учёных Су Ши и Цянь Сюаня. «Просвещённый вкус» и «ремесленный вкус» понимаются как противопоставление изысканности и вульгарности. Исследователи полагают, что так должен был рассуждать художник обеспокоенный, как бы его собственные произведения не были зачислены в категорию вульгарных. Он защищает «живопись учёных» времён династий Сун и Юань, и выражает неприятие профессионалов — школы Чжэ и минских придворных художников.
Дун Цичан делит всю китайскую живопись на две основные школы — «северную» и «южную», объясняя своё умозаключение таким образом: «Во времена Тан чань разделился на северную и южную школы. Северная и южная школа в живописи появились в то же самое время». Причём, он специально оговаривает, что «южная» и «северная» — это не географические понятия, но духовные и художественные.
Завезённый в Китай индийским монахом Бодхидхармой чань-буддизм в танский период разделился на северную ветвь, возглавляемую Шэньсюем, и южную, возглавляемую Хуэй-нэном. Северная школа проповедовала «постепенное пробуждение», в то время как Южная школа делала упор на «внезапное прозрение». Простой и непосредственный метод Хуэй-нэна обрёл множество сторонников среди буддистов. В послесунский период Южная школа расширялась, находя всё новых сторонников, тогда как Северная школа постепенно приходила в упадок. Южная школа достигла зенита к концу Минской династии, когда, стремясь избежать политических конфликтов при дворе, многие учёные предпочитали не службу, а затворничество, находя в чань необходимый душевный комфорт. Под влиянием этих событий, Дун Цичан, Мо Шилун и Чэнь Цзижу использовали теорию и постулаты чань для изучения исторического развития художественных стилей. Стремясь связать воедино духовную историю чань и историю живописи, Дун Цичан сделал вывод, что они развивались параллельно и из одной точки отсчёта — времён династии Тан (618—907 гг.).
«В буддизме Чань были южная и северная школа, разделившиеся впервые в период Тан; такое же деление в живописи на южную и северную школы произошло и в живописи периода Тан, однако мастера этих школ не происходили ни с юга ни с севера. Северная школа — это Ли Сысюнь, и его сын, которые положили начало передаче пейзажа в красках; их манера была передана в период Сун художниками Чжао Гань, Чжао Боцзюй, Чжао Босу, вплоть до Ма Юаня, Ся Гуя и других. Южная школа началась с Ван Вэя, который применил лёгкие размывы туши вместо манеры рисования „крючками и зарубками“. Его манеру рисовать продолжили художники Чжан Цзао, Цзин Хао, Гуань Тун, Дун Юань, Цзюйжань, Го Чжуншу, отец и сын Ми (Ми Фэй и Ми Южэнь) — вплоть до Четырёх великих мастеров периода Юань. Как в буддизме Чань после шестого патриарха были школы Мацюй, Юншэнь, Линьцзи, так и потомки южной школы процветали, тогда как северная школа мельчала.»
Довольно скоро, в конце минской эпохи, так страстно защищаемая Дун Цичаном Южная школа живописи стала ортодоксальной, что не могло не вызвать реакции против неё и против теории двух школ. Уже другой минский художник и теоретик Гу Нинъюань считал, что его современники, замечательные мастера Шэнь Чжоу и Тан Инь не укладываются в рамках этой теории.
Современные исследователи отмечают, что эстетика Дун Цичана находится под влиянием теорий юаньского художника Хуан Гунвана, и обращают внимание на противоречие в его рассуждениях. Делая обзор развития идущей от Ван Вэя «живописи учёных» (вэньжэньхуа), он пытается идентифицировать её с Южной школой, но запутывает свою ключевую концепцию, стремясь увязать форму живописи (монохромную тушь и цветной «сине-зелёный» пейзаж) и метод её создания — живопись, как игра, которой овладевают посредством самообучения (живопись учёных), или строгое обучение, как это имеет место в традиции «сине-зелёного» пейзажа (гунби). Однако, несмотря на противоречия, основной постулат Дун Цичана понравился теоретикам китайской живописи, которые почти триста лет приводили его в своих сочинениях, а отдельные положения его размышлений до сих пор оказывают влияние на китайские эстетические теории.

## Практика
Пейзаж Дун Цичана в известной мере иллюстрирует его теории. В частности, сходство со старинной живописью отражает один из его постулатов о необходимости учиться у древних мастеров. Но среди его пейзажей есть произведения, в которых надпись не соответствует изображённому.

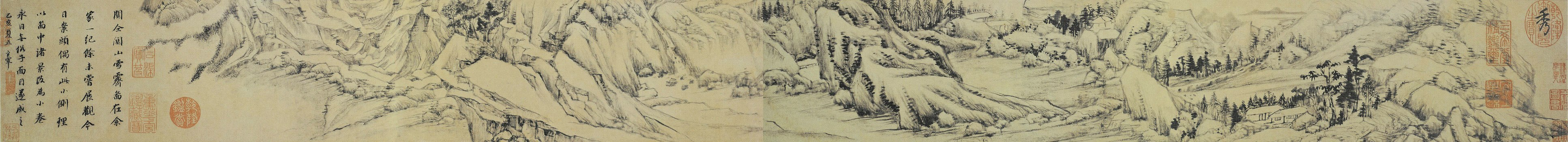
Дун Цичан. Горы после выпавшего снега. (13х142см) 1635 г. Гугун, Пекин.

Например, в его свитке «Горы после выпавшего снега» (1635 г., Гугун, Пекин), выдающемся произведении, созданном в последние годы жизни, кажущиеся бесконечными горы и покрытые лесами долины созданы грубыми, неуклюжими мазками туши. В надписи Дун Цичан утверждает, что эта работа списана с картины Гуань Туна, однако она ничем не напоминает произведения Гуань Туна. Подобным же образом надпись на картине «Горы Цинбянь» (1617 г., Музей искусства, Кливленд) гласит, что она повторяет работу Дун Юаня, тогда как на самом деле она явно инспирирована свитком «Жилище в горах Цинбянь» Ван Мэна. Обширный пейзаж кажется видом с той же самой горы, с которой писал Ван Мэн. Вокруг высящегося пика, в отдалении, видна река и другие вершины, окружённые облаками. Однако этому внушающему благоговение пейзажу не достаёт жизнеподобия и естественности свитка Ван Мэна, в котором переданы объёмы и глубины горной массы.

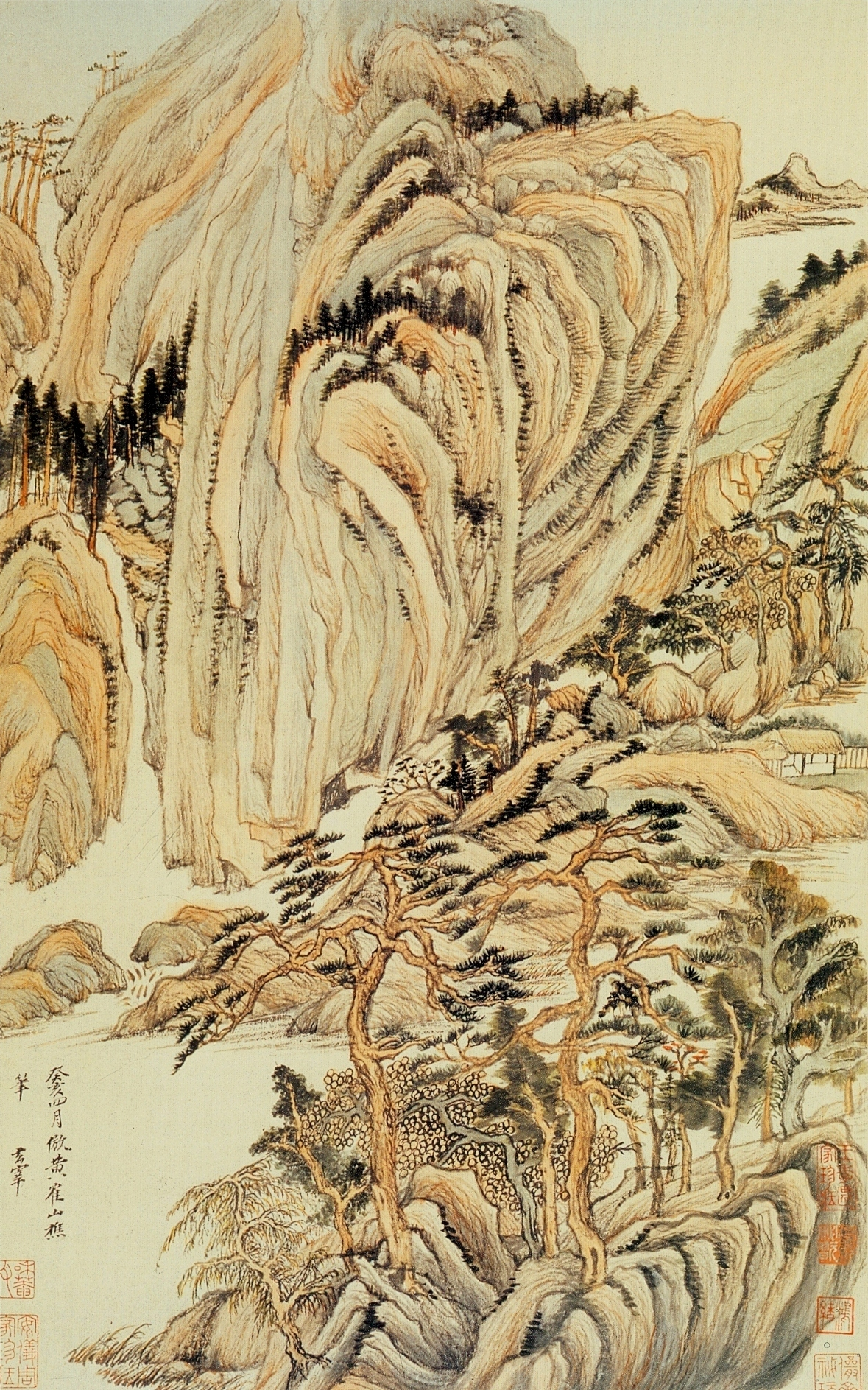
Дун Цичан. «Пейзаж в манере Ван Мэна». Лист из альбома «Пейзажи в манере старых мастеров» 1621-24гг, Музей Нельсона-Аткинса, Канзас-сити.

То, что стремился выразить с помощью кисти и туши Дун Цичан, это не природа сама по себе, а настроение. Чередование сухой кисти для оттенков и затирания, и влажной кисти для контраста достаточно произвольно применены им в каждой отдельной части картины. Подобное наложение мазка выдаёт стремление слить воедино сюжет и технику его исполнения. «В неповторимости своих пейзажей природу невозможно сравнить с живописью, но стоит подумать о замечательной силе кисти и туши, как природный пейзаж начинает уступать картине» — писал Дун Цичан в трактате «Суть живописи». Таким образом, пейзажи Дун Цичана не являются изображением мест природы, которые можно посетить, или в которых можно жить; они являются отражением внутреннего интеллектуального видения, обусловленного окружающим миром и историческими знаниями автора. Его пейзажи почти всегда пустынны, в них нет людей.
Дун Цичан создал несколько альбомов рисунков, выполненных тушью или красками, в которых помещал собственные вариации на тему произведений прославленных старинных художников. Лучшими из них считаются «Восемь осенних видов» (1620, Шанхай, Городской музей) и «Пейзажи в манере старых мастеров» (1621-24гг, Музей Нельсона-Аткинса, Канзас-сити).
Альбом «Восемь осенних видов» — это серия подражаний разным художникам прошлых веков, среди которых те, о ком счёл нужным упомянуть сам Дун Цичан — Ми Фэй, Фан Кунъи, Хуан Гунван, Дун Юань и Чжао Гань. Под подражанием (имитацией) он подразумевает сходство структурного дизайна картины, лепки формы и работы кисти. Об этой серии следует судить не по правдивости отображаемой природы, а по разнообразию и отточенности работы кисти, отражающей необычайную изобретательность художника.
Дун Цичан принадлежал к тем художникам, которые стремились в своих произведениях соединить поэзию, каллиграфию и живопись, поэтому многие его пейзажи сопровождаются стихами. Оставленные им образцы каллиграфии, особенно в стиле скорописи «синшу» являются ценнейшим культурным достоянием. Он был известен также как крупнейший знаток и коллекционер живописи. Оставленные им на свитках печати и надписи моментально повышали ценность произведений в глазах других собирателей.
Дун Цичан значительно повлиял на развитие китайской живописи. После смерти его статус среди ценителей культуры вырос ещё более. Спустя восемь лет после его кончины власть в Китае захватили маньчжуры. Маньчжурский император Канси стремился продолжить все интеллектуальные тенденции поздней Мин, поэтому теория Дун Цичана на ближайшие три столетия стала едва ли не национальным стандартом, а его каллиграфическому стилю подражали многие последователи.
Четыре листа из Альбома «Восемь осенних видов» 1620 г.

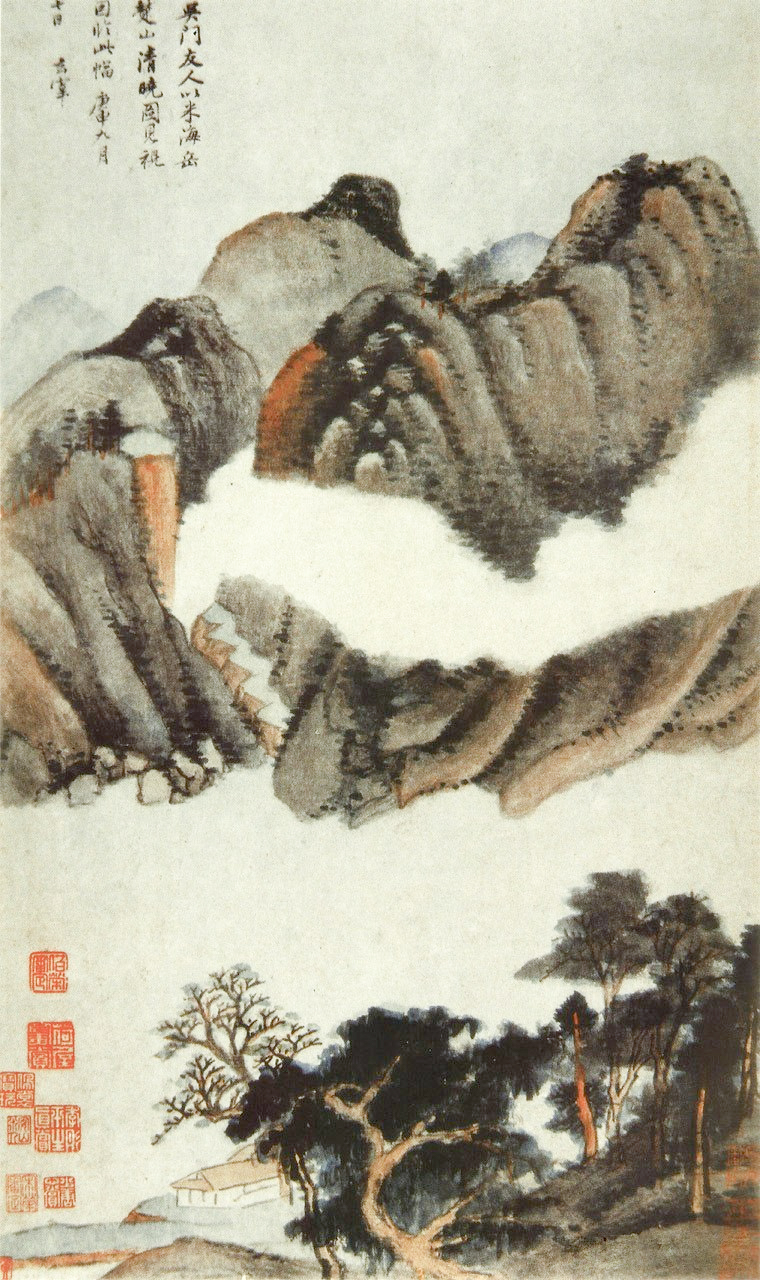
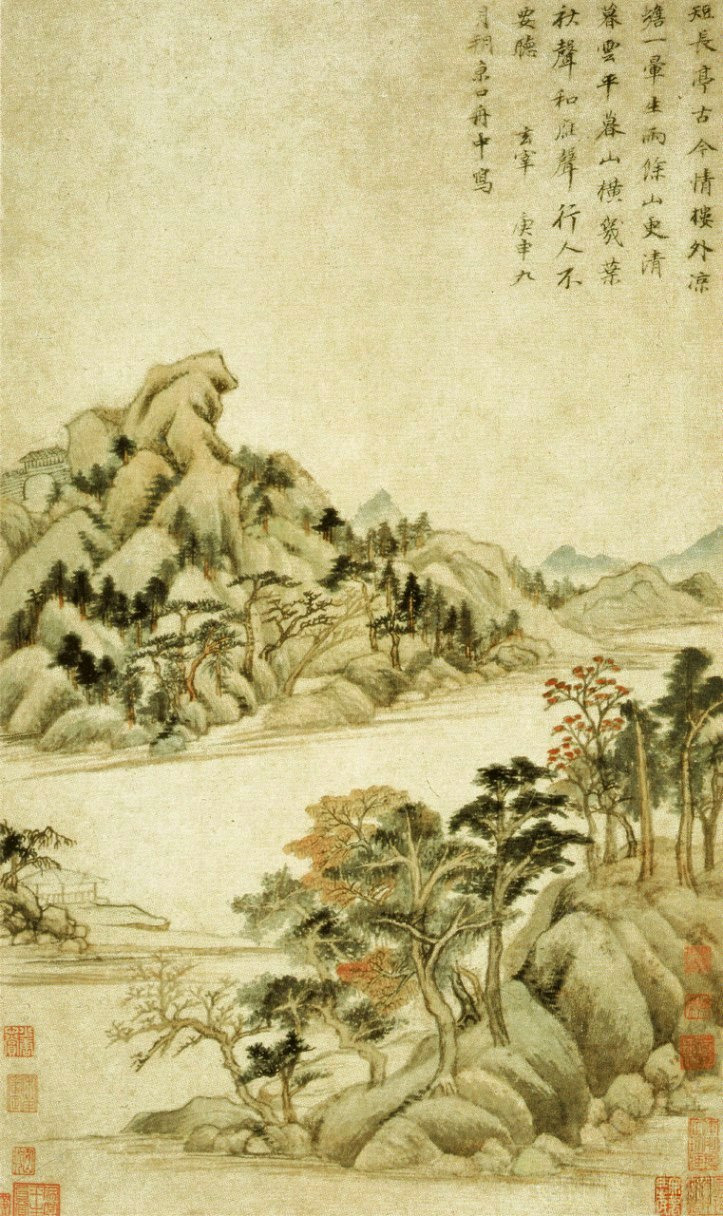
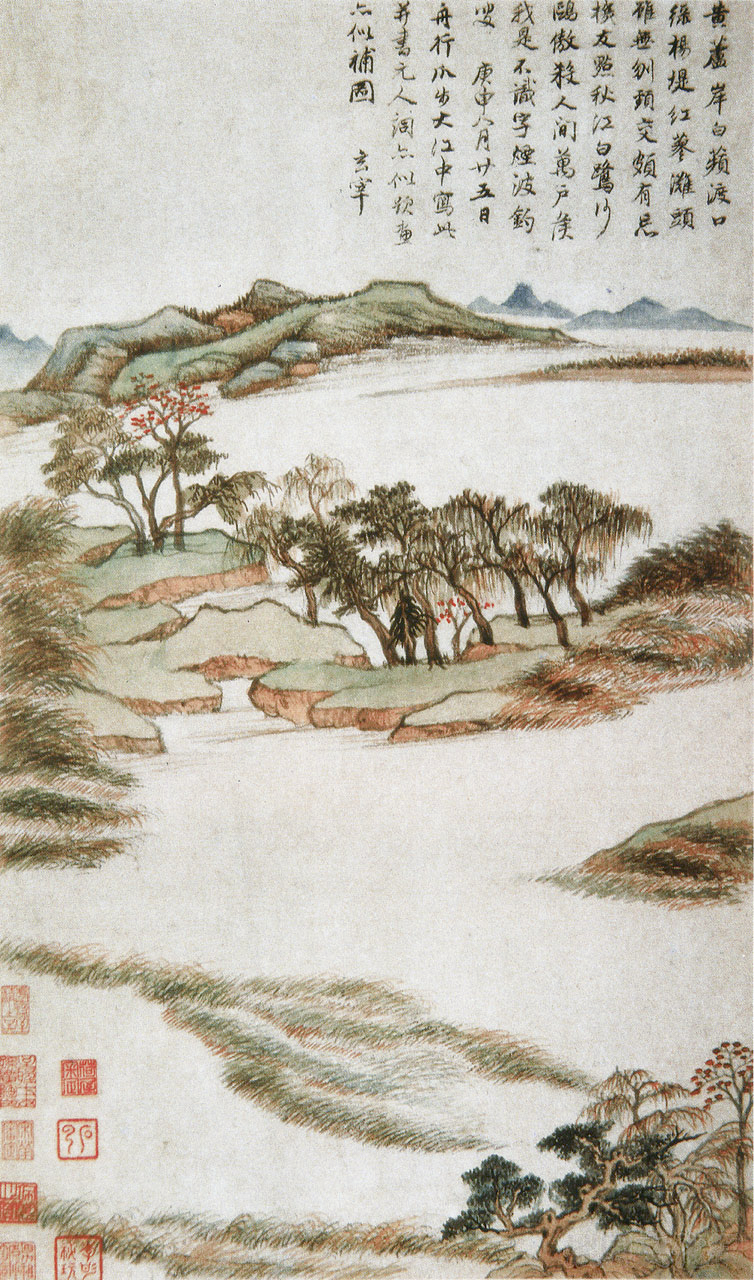
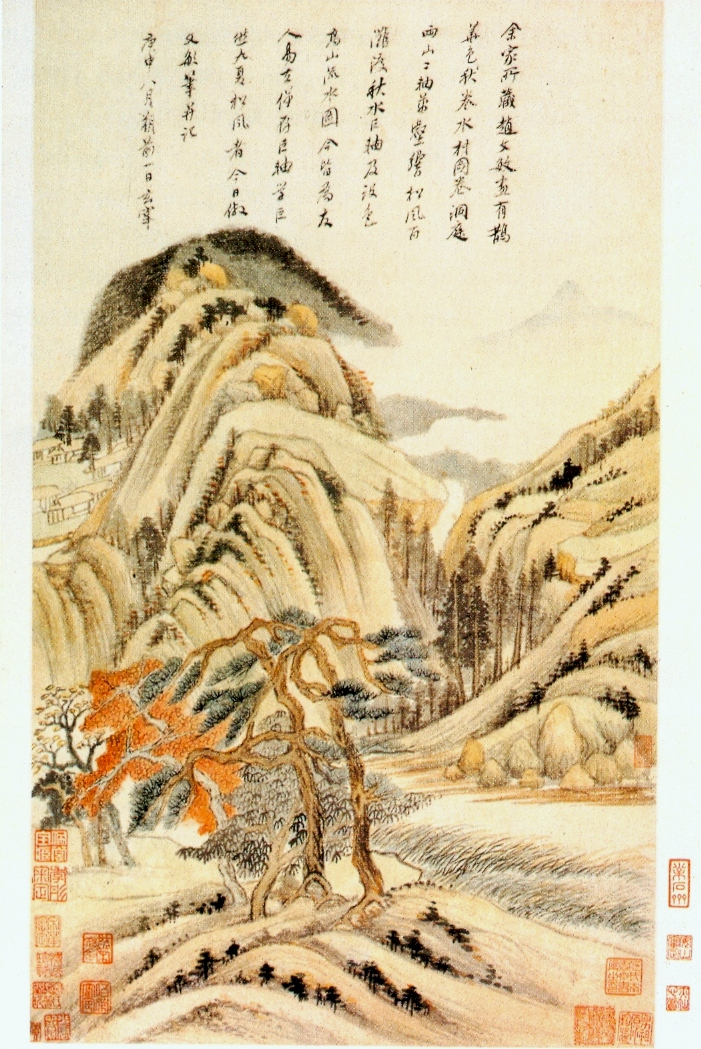